# Weingut Clemens Honrath
Das Weingut Clemens Honrath in Langenlonsheim ist ein Weingut im deutschen Weinbaugebiet Nahe.

## Geschichte
Seit dem 18. Jahrhundert betreibt die Familie Honrath Weinbau an der Nahe.
Im Jahre 1977 übernahm Clemens Honrath den damaligen Genossenschaftsbetrieb von seinem Vater Franz Honrath. Noch im gleichen Jahr entschied sich Clemens Honrath aus der Winzergenossenschaft auszutreten. Durch den Erwerb weiterer Weinbergsflächen in den Lagen Langenlonsheimer Königsschild, Löhrer Berg und Rothenberg, schuf er sich eine Basis für die Produktion von Qualitäts- und Prädikatsweinen. 2007 wurde die Betriebsnachfolge durch den Einstieg von Sohn Christian Honrath in das Familienunternehmen gesichert.
Im Jahre 2002/2003 stellte das Weingut die Deutsche Weinkönigin. Nach ihrer erfolgreichen Amtszeit als Naheweinkönigin nahm Judith Honrath, die Tochter von Clemens Honrath, 2002 an der Wahl zur Deutschen Weinkönigin in Neustadt an der Weinstraße teil. Nach der Fachbefragung vor 70 Jurymitgliedern konnte sie sich gegen ihre Mitbewerberinnen aus den anderen Weinanbaugebieten Deutschlands durchsetzen. Ein Jahr lang war sie für den Deutschen Wein weltweit unterwegs und nahm weit über 200 Termine wahr.

## Rebsorten
Auf insgesamt 6 Hektar Rebfläche (davon sind 1,5 ha VDP-klassifizierte Lagen) werden 30 % Riesling und jeweils 15 % Grauburgunder und Weißburgunder angebaut. Bei den roten Rebsorten liegt der Schwerpunkt bei Spätburgunder und Acolon.

## Lagen
Als beste Lagen des Weinguts zählen das Langenlonsheimer Königsschild, der Langenlonsheimer Löhrer Berg und der Langenlonsheimer Rothenberg.

### Langenlonsheimer Königsschild
Die geologische Formung dieses Weinbergs erinnert an die Form des Königschildes, die einem Parabolspiegel gleicht. Wie viele Böden an der unteren Nahe ist auch der Boden im Königsschild ein homogener Verwitterungsboden. Die oberen Bodenschichten sind durchsetzt mit fossilem Muschelkalk.

### Langenlonsheimer Löhrer Berg
Der „leere, öde Berg“, heute Löhrer Berg, wurde im 18. Jahrhundert komplett gerodet und mit Rieslingreben neu bestockt. Für diese Lage ist urkundlich belegt, dass hier der Rieslinganbau an der Nahe begann. Der Boden besteht aus einem Löss-Lehm-Gemisch, das die Feuchtigkeit auch in trockenen Jahren lange und gut speichern kann. Durch die ständige Verfügbarkeit von Wasser wird die Nährstoffaufnahme der Reben verbessert.

### Langenlonsheimer Rothenberg
Circa zwanzig Jahre nach der Rodung des Löhrer Berges wurde der damalige Martinsberg (heute Rothenberg) ebenfalls gerodet und neu aufgerebt. Die Weinlage liegt im Westen von Langenlonsheim und weist Neigungen von bis zu 45 % genau nach Süden auf. Der Boden besteht aus rotem Verwitterungsgestein und ist reich an Fossilien. Es ist ein leichter Boden, der sich aufgrund seiner intensiven roten Farbe schnell erwärmt.

## Auszeichnungen
Bereits die ersten Weine des Weingutes schnitten bei der Landesprämierung für Wein und Sekt der Landwirtschaftskammer Rheinland-Pfalz erfolgreich ab. 1981 erhielt Clemens Honrath den Staatsehrenpreis für hervorragende Leistungen auf dem Gebiet des Weinbaus. Das Weinsortiment des Gutes wird nach wie vor jährlich bei der Landeswein- und Sektprämierung ausgezeichnet. Im Prämierungsjahr 2013 / 2014 erhielt das Weingut 6 goldene, 3 silberne und 2 Bronzene Kammerpreismünzen. Hierfür erhielt das Gut die Auszeichnung „Haus der prämierten Weine 2014“. Landwirtschaftskammer und Ministerium für Landwirtschaft und Weinbau verleihen damit eine weitere Auszeichnung an die Winzer, die im laufenden Prämierungsjahr besonders viele Medaillen erringen konnten.
2012 stellt Christian Honrath den Edelschliff mit seiner 2011er Riesling Auslese vom Langenlonsheimer Löhrer Berg. Weinland Nahe e.V. und die Deutsche Edelsteinstraße e.V. kühren mit Hilfe einer Jury aus Weinfachleuten, Winzern und Journalisten jedes Jahr die beste Riesling Auslese der Nahe. Am Wettbewerb nahmen 17 Winzer mit insgesamt 22 Weinen teil.
In den Weinführern „Gault Millau - WeinGuide 2015“, „Eichelmann 2015 - Deutschlands Weine“ und „Der Feinschmecker – Weintipps 2015“ sind die Weine des Jahrgangs 2012 und 2013 wie folgt bewertet:
Gault Millau – WeinGuide 2015: 2 Trauben (Weinbewertung 83 - 89 Punkte)
Eichelmann 2015 – Deutschlands Weine: 2 Sterne (Weinbewertung 83 - 89 Punkte)
Der Feinschmecker – Weintipps 2015: 1 F